# Knyllerkläppen
Knyllerkläppen är en ö i Finland. Den ligger i Skärgårdshavet och i kommunen Pargas i den ekonomiska regionen  Åboland i landskapet Egentliga Finland, i den sydvästra delen av landet. Ön ligger omkring 76 kilometer sydväst om Åbo och omkring 200 kilometer väster om Helsingfors.  Den ligger på ön Brändkläppen.
Öns area är 4,5 hektar och dess största längd är 380 meter i nord-sydlig riktning.